# Aaron Beck
Aaron Temkin Beck, född 18 juli 1921 i Providence i Rhode Island, död 1 november 2021 i Philadelphia i Pennsylvania, var en amerikansk psykiater och professor vid institutionen för psykiatri vid University of Pennsylvania. Han anses vara fadern till kognitiv terapi, och hans banbrytande teorier används allmänt vid behandling av klinisk depression. Beck utvecklade även självskattningstest för depression och ångest, däribland Beck Depression Inventory (BDI) som blev ett av de mest använda instrumenten för att mäta depressionssvårighetsgrad.
Beck blev känd för sin forskning inom psykoterapi, psykopatologi, självmord och psykometri. Han publicerade mer än 600 tidskriftsartiklar och författade eller medförfattade 25 böcker.  Han utsågs till en av de "amerikaner i historien som formade amerikanska psykiatrins ansikte" och till en av de "fem mest inflytelserika psykoterapeuterna i alla tider"  av The American Psychologist i juli 1989. Hans arbete vid University of Pennsylvania inspirerade Martin Seligman att förfina sina egna kognitiva tekniker och senare arbeta med inlärd hjälplöshet. 